# Peliala pacificalis
Peliala pacificalis là một loài bướm đêm trong họ Erebidae.